# Fabien Dupuy
Pas d'image ? Cliquez ici

a Compétitions nationales et continentales officielles uniquement.

Dernière mise à jour le 2 avril 2020.
Fabien Dupuy, né le 29 avril 1986, est un joueur de rugby à XV français qui évolue au poste de talonneur.